# Adrien René Franchet
Adrien René Franchet ( 2 de abril de 1834, Pezou - 15 de febrero de 1900, París) fue un botánico francés.
Trabajó en el Museo Nacional de Historia Natural de Francia y se especializó en las floras de China, Japón y de Loir y Cher. Para sus estudios de las floras asiáticas, se basaba en las colecciones reunidas por los Padres Armand David (1826-1900), Pierre Jean Marie Delavay (1834-1895), Paul Guillaume Farges (1844-1912) y otros.

## Obra
- Con Ludovic Savatier (1830-1891), Enumeratio plantarum in Japonia sponte crescentium hucusque rite cognitarum, adjectis descriptionibus specierum pro regione novarum, quibus accedit determinatio herbarum in libris japonicis So Mokou Zoussetz xylographice delineatarum. F. Savy, París, dos vols. 1875-1879
- Mission G. Révoil aux pays Çomalis. Faune et flore. J. Tremblay, París, 1882
- Plantae davidianae ex sinarum imperio. G. Masson, París, dos vols., 1884-1888
- Flore de Loir-et-Cher, comprenant la description, les tableaux synoptiques et la distribution géographique des plantes vasculaires qui croissent spontanément ou qui sont généralement cultivées dans le Perche, la Beauce et la Sologne, avec un vocabulaire des termes de botanique. E. Constant, Blois, 1885
- Capítulo Phanérogamie en Mission scientifique du cap Horn, 1882-1883, tomo V. Botánica. Ministerios de la Marina y de la Instrucción Pública, París, 1889
- Plantae Delavayanae, 1890
- Contributions à la flore du Congo français. Famille des graminées. impreso Dejussieu padre e hijos, Autun, 1896

## Honores

### Eponimia
Género
- (Rubiaceae) Franchetia Baill.[1]

Especiesunas 138, entre ellas
- (Aceraceae) Acer franchetii Pax[2]

- (Actinidiaceae) Clematoclethra franchetii Kom.[3]

- (Apiaceae) Harrysmithia franchetii (M.Hiroe) M.L.Sheh[4]

- (Apocynaceae) Parsonsia franchetii Baill. ex Guillaumin[5]

- (Araliaceae) Aralia franchetii J.Wen[6]

- (Asclepiadaceae) Cynanchum franchetii Nakai[7]

- (Asteraceae) Cousinia franchetii C.Winkl.[8]

- (Berberidaceae) Epimedium franchetii Stearn[9]

- (Brassicaceae) Draba franchetii O.E.Schulz[10]

- (Caryophyllaceae) Stellaria franchetii Honda[11]

- (Combretaceae) Terminalia franchetii Gagnep.[12]

- (Fabaceae) Tephrosia franchetii Hutch. & E.A.Bruce[13]

- (Passifloraceae) Passiflora franchetiana Hemsl.[14]

- (Poaceae) Pennisetum franchetianum Stapf & C.E.Hubb.[15]

- (Polygonaceae) Bistorta franchetiana Petrov[16]

- (Ranunculaceae) Ranunculus franchetianus Boreau[17]

- (Scrophulariaceae) Scrophularia franchetiana Tsoong[18]

- (Tiliaceae) Tilia franchetiana C.K.Schneid.[19]

- La abreviatura «Franch.» se emplea para indicar a Adrien René Franchet como autoridad en la descripción y clasificación científica de los vegetales.[20]